# Jashgawronsky Brothers
Die Jashgawronsky Brothers sind eine im Jahr 1999 gegründete italienische Komikergruppe, bestehend aus dem Schauspieler und Musiker Paolo Rozzi, Regisseur Diego Carli sowie Perkussionist, Pianist und Komponist Tommaso Castiglioni.
Das Trio, das auch unter dem Namen „The Incredible Jashgawronsky Brothers“ auftritt, gibt vor, aus Armenien zu stammen und benutzt bei Auftritten die Pseudonyme Pavel (Rozzi), Tomash (Castiglioni) und Suren (Carli) Jashgawronsky. Der eigenen Darstellung nach sind sie Brüder, die in Jerewan vor dem Waisenhaus Khachatur Abovyan ausgesetzt wurden und „ihre ersten zwanzig Jahre unter der strengen Aufsicht von Mrs. Karapetian, die sie zum Musikunterricht zwang“, verbrachten.
In ihrem Repertoire interpretieren sie Stücke von der Klassik über die Volksmusik bis hin zum Blues. Eine Besonderheit ist dabei, dass sie ihre Instrumente selbst aus Gegenständen des alltäglichen Gebrauchs wie Plastikflaschen, Kaffeelöffeln und Blechdosen herstellen.
Die Jashgawronsky Brothers traten unter anderem beim London International Mime Festival, beim Festival d’Almagro und 2003 beim OpenAir St. Gallen auf. Ihr Auftritt beim 3satfestival in Mainz im Jahr 2002 wurde im Fernsehen übertragen.

## Auszeichnungen
- 2002 Förderpreis für besondere innovative Aufführungen, beim Internationalen Comedy Arts Festival Moers[2]